# Henson Recording Studios
Gli Henson Recording Studios (un tempo A&M Studios) sono degli studi discografici situati a Los Angeles, in California. Sono stati inaugurati nel 1966.

## Storia
Nel 1985, il singolo di successo e il video di We Are the World del supergruppo USA for Africa vennero registrati presso gli A&M Studios. Tra gli artisti coinvolti c'erano Michael Jackson, Lionel Richie, Bob Dylan, Kenny Rogers, Stevie Wonder e Bruce Springsteen. Negli anni, molte stelle dell'industria musicale hanno registrato album e video in questi studio, tra i molti The Rolling Stones, John Lennon, George Harrison, Van Morrison, The Doors, Eric Clapton, Styx, The Carpenters, The Police, The Moody Blues, Oingo Boingo, Soundgarden, U2, Kiss, Tom Petty, Metallica, No Doubt, Rage Against the Machine, Dr. Dre, Daft Punk, Shakira, Pearl Jam, Lady Gaga, Juanes, Justin Timberlake ed Elisa.
Vi sono stati filmati anche i video musicali di Every Breath You Take dei Police e Ghostbusters di Ray Parker Jr..
Nel febbraio 2000, gli studi hanno cambiato nome nella denominazione attuale, diventando gli Henson Recording Studios.
Nel 2011, la rock band Van Halen ha registrato il suo album di ritorno A Different Kind of Truth presso lo Henson Studio C con il produttore John Shanks. Il 1º febbraio 2012, il gruppo ha suonato dal vivo presso gli Henson Studios per pochi ospiti speciali.